# Nemateleotris
Nemateleotris és un gènere de peixos dard, de la família Ptereleotridae.
Són peixos molt vistosos i tímids, que viuen en forats a la roca i s'amaguen ràpidament al mínim senyal de perill.

## Taxonomia
El Registre Mundial d'Espècies Marines accepta aquestes espècies en el gènere:
- Nemateleotris decora. Randall & Allen, 1973
- Nemateleotris helfrichi. Randall & Allen, 1973
- Nemateleotris magnifica. Fowler, 1938

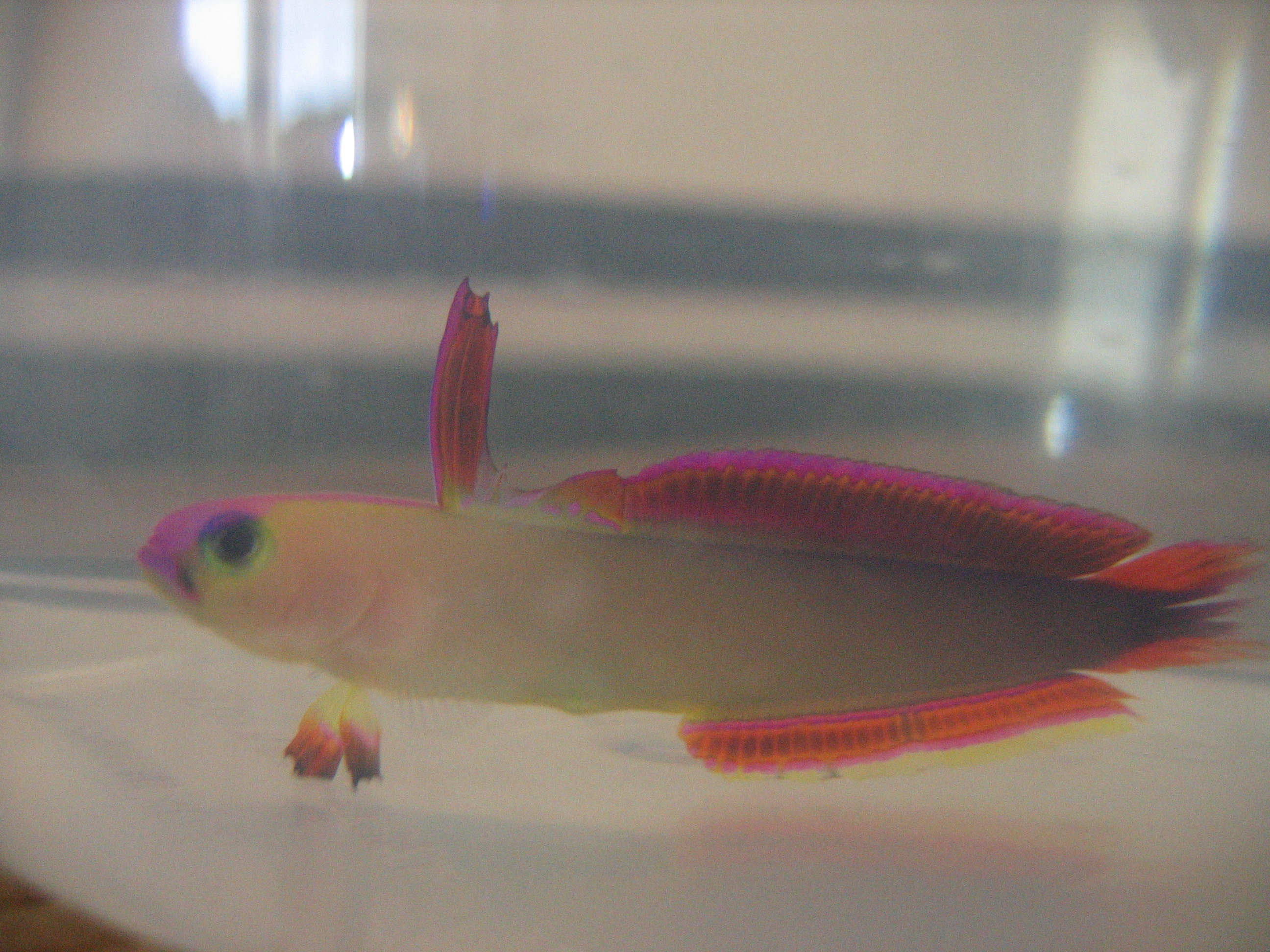
Nemateleotris decora
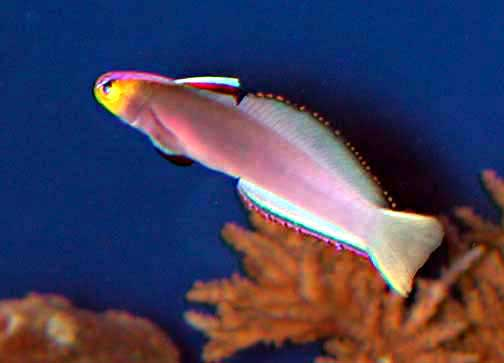
Nemateleotris helfrichi
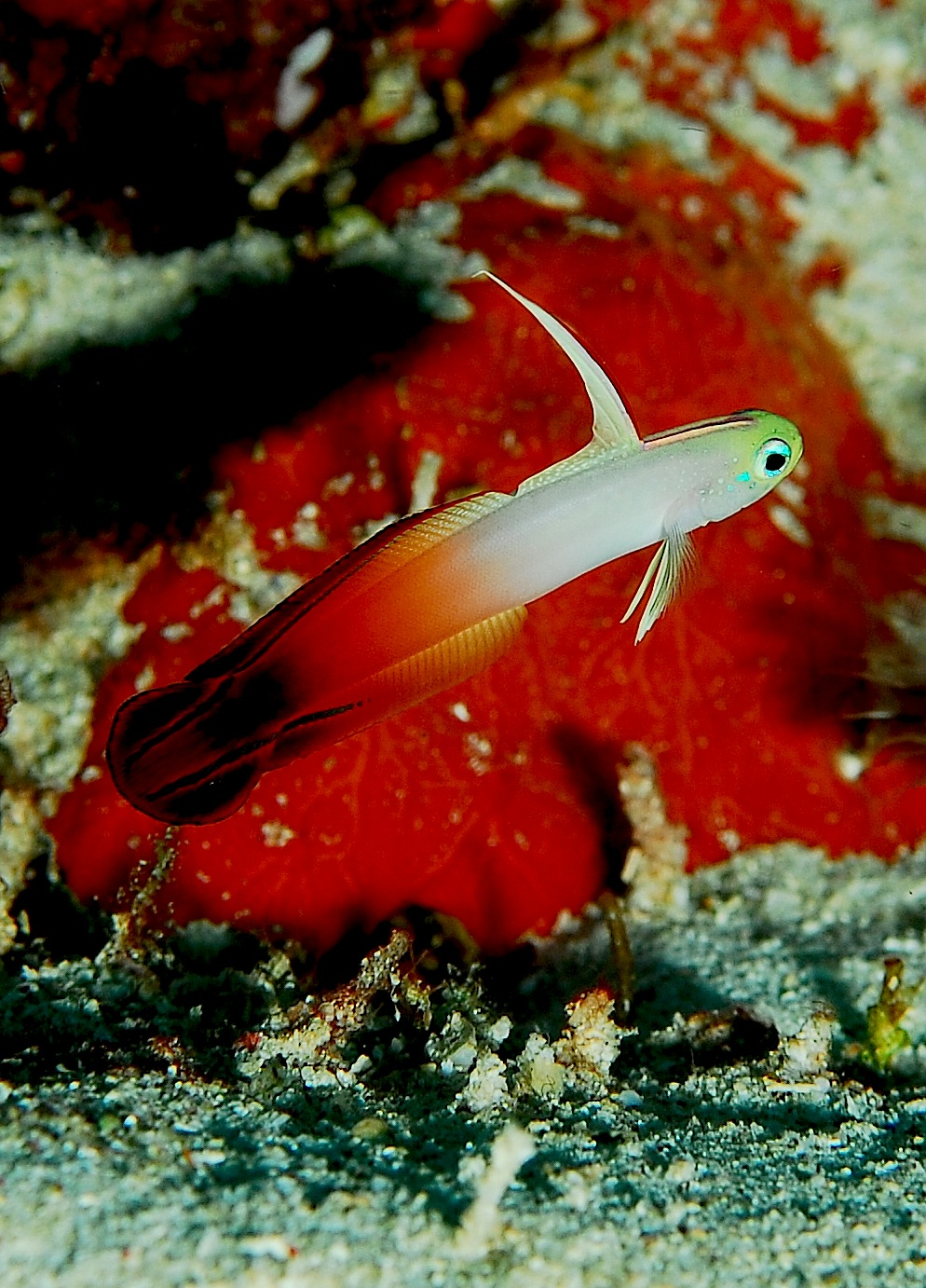
Nemateleotris magnifica

## Morfologia
Cos estret i allargat. Primera aleta dorsal molt llarga i punxeguda, formada per radis allargassats, que pot ser desplegada a voluntat per l'animal. Aquesta aleta s'utilitza per a advertir de la seua presència i per a ancorar-se, quan s'arrecera en els caus.
Fan entre els 6 cm de llarg de l'espècie N. helfrichi, fins als 9 cm de les altres dues espècies.

## Hàbitat i distribució
Escull marí tropical. De 22 a 28 °C. Part superior de pendents d'escull exterior. Pegats d'arena i enderroc. Sovint en coves o lleixes amb fons d'arena, en parets. També fons durs i oberts a la base dels esculls. Zones protegides d'esculls. Prefereixen aigües clares i amb corrents.
Espècies bentopelàgiques. D'adults viuen en parelles en forats de la roca, suspesos sobre el cau enfront del corrent. A vegades diversos individus comparteixen el mateix forat, especialment els jóvens.
Profunditat: De 6 a 90 m.
Distribució: De 16°N a 28°S. Oceà Indo-Pacífic. D'Àfrica oriental a Hawaii, al nord fins a les Ryukyu, al sud fins a Nova Caledònia, i en tota Micronèsia.

## Alimentació
Passegen a mig metre del fons, de cara al corrent, per atrapar zooplàncton, copèpodes i larves de crustacis.

## Reproducció
Espècies ovípares i monògames. La reproducció en captivitat n'és difícil, però no impossible. La major complicació és criar-ne els alevins.

## Manteniment en aquari
Gènere indicat per al seu manteniment en aquari d'escull. Se'ls ha de proveir de zones amb corrents i ben oxigenades. Com que són tímids, també se'ls dotarà d'amagatalls i zones ombrívoles.
Són tolerants amb la resta de companys d'un aquari d'escull. S'ha d'evitar ajuntar-los, tant amb anemones, que podrien atrapar-los, com amb espècies agressives de peixos, que els obligarien a arrecerar-se en amagats la major part del temps.
Els espècimens del comerç d'aquariofília solen estar habituats a alimentar-se amb mysis i artèmia congelats. També accepten aliment en escates. Es pot complementar la dieta amb gamba crua, calamars o peix blanc trossejats. A l'hora d'alimentar-los, s'ha de tenir en compte que no agafen l'aliment caigut al substrat. També cal considerar que no disputa l'aliment enfront d'altres espècies, la qual cosa, a voltes, pot portar-los a la inanició i la mort.